# シンフォニックメタル
シンフォニックメタル（英：Symphonic Metal）は、ヘヴィメタルから派生した音楽のジャンルの一つ。オーケストラや合唱とのアンサンブルを軸としたサウンドがシンフォニー（交響曲）を想起させるため、こう呼ばれる。リード・ボーカルにオペラを思わせる声楽的な技巧を取り入れたものは、特にオペラティック・メタル（Operatic Metal。略して「オペラ・メタル」）とも呼ばれる。ただし、これらは必ずしも交響曲やオペラの形式にならったものではない。

## 概要
ハードロック・バンドとオーケストラとの共演は、『ディープ・パープル・アンド・ロイヤル・フィルハーモニック・オーケストラ』（ディープ・パープル、1970年）や、フランク・ザッパ、ムーディ・ブルース、ナイス、ELO、ブラック・サバスを初めとして様々な試みが行われてきた。EL&Pのシングル「ナット・ロッカー」やアルバム「展覧会の絵」も影響を与えた。ピンク・フロイド、イエス、キング・クリムゾン、ジェネシスなどのプログレ・バンドもルーツに含まれる。なお、ジャーニー、TOTO、ステックス、ボストン、エイジアのようなハード・プログレ/産業ロックのバンドとは異なる。シンフォニックメタルは、よりアート志向が強いということである。その後プログレッシブ・ロックやネオクラシカルメタルなどでクラシック音楽との融合が盛んになり、やがて『Yeah! Yeah! Die! Die! Death Metal Symphony in Deep C』（ワルタリ、1996年）などを経て、シンフォニック・メタルもその潮流の一つとなってきた。シンフォニック・メタル・バンドの中でもオペラ的な女性ヴォーカルがリード歌手をつとめるバンドは、オペラティック・シンフォニック・メタルと呼ばれるケースがある。
このジャンルが登場した当初は、シンセサイザーやサンプラーをオーケストラとしてサウンドを構築していたバンドが多かったが、人気が高まるにつれて、生演奏のオーケストラを使用するバンドも増えている。また、ブラックメタルのサブジャンルとして、シンフォニックブラックメタルが存在する。

## 歴史
最初にこのジャンルに貢献したのは、セリオンと言われている。デスメタルからゴシックメタルへと傾きつつあった音楽性に生オーケストラを導入した結果、これに成功し、アルバム『セリ』(1996年)によりシンフォニックメタルをメタル・ファンに認識させた。1993年にデビューしたセイヴァー・マシーンも、シンフォニクメタル・バンドである。
この潮流に乗って登場したのが1997年にデビューしたウィズイン・テンプテーションとナイトウィッシュである。、オペラティック・メタルの代表的存在として知られる前者はまず、デスメタルをベースにしたゴシックメタル系のサウンドでデビューした。シャロン・デン・アデルの可憐な歌声を前面に押し出した楽曲、緩急巧みなシンセサイザーと生オーケストラによるオーケストレーションで大きな人気を得る。後者は当時の潮流であったヘヴィネスとメロディックスピードメタルを組み合わせたサウンドに重厚なシンセサイザーのオーケストラを重ね、さらにクラシカルなオペラ調の歌唱を乗せる独特のサウンドで人気を得て、ついにミリオンセラーとなるまでに至った。同じく1997年に現れたのが、“ハリウッドメタル”を標榜するラプソディーである。シンセサイザー（後にオーケストラも）を大々的に導入した大仰なサウンド志向で、ハリウッド映画音楽のようなヘヴィメタルを作り上げた（歌詞のテーマにハイ・ファンタジーを取り上げ続けている）。
21世紀に至るまで、ヨーロッパを中心に彼らのフォロワーは登場し、様々な音楽的模索・サブジャンルの細分化と多様化が進む中でもオーケストラやオペラ歌唱をヘヴィメタルに乗せる形式は保たれ、いちジャンルとしての地位を獲得している。

## 主なシンフォニックメタル・バンド

### シンフォニックメタル
- アフター・フォーエヴァー
- ウィズイン・テンプテーション
- エターナル・ティアーズ・オヴ・ソロウ
- エデンブリッジ
- エピカ（オランダ）
- キャメロット
- ストリーム・オブ・パッション
- セリオン
- ディレイン
- ナイトウィッシュ
- ビヨンド・ザ・ブラック
- フレッシュゴッド・アポカリプス
- ルナティカ（英語版）

### シンフォニックパワーメタル
- アクアリア
- アングラ
- エインシェント・バーズ
- ANCIENT MYTH
- キャメロット
- グローリーハンマー
- シンフォニア
- セレニティー（英語版）
- ダーク・ムーア
- ドラゴンランド
- パスファインダー（英語版）
- ブラインド・ガーディアン
- フェアリーランド
- ラプソディー・オブ・ファイア

## その他シンフォニック・メタルの作品
- ワルタリ - 『Yeah! Yeah! Die! Die! Death Metal Symphony in Deep C』（1996年）
- メタリカ - 『S&M』（1999年）
- キッス - 『アライヴIV～地獄の交響曲』（2003年）